# Sawyer Nunatak
Sawyer Nunatak är en nunatak i Antarktis. Den ligger i Östantarktis. Nya Zeeland gör anspråk på området. Toppen på Sawyer Nunatak är 601 meter över havet.
Terrängen runt Sawyer Nunatak är kuperad, och sluttar brant österut. Trakten är obefolkad. Det finns inga samhällen i närheten.